# Stictoptera anca
Stictoptera anca là một loài bướm đêm trong họ Noctuidae.